# Groß Schauener Seenkette

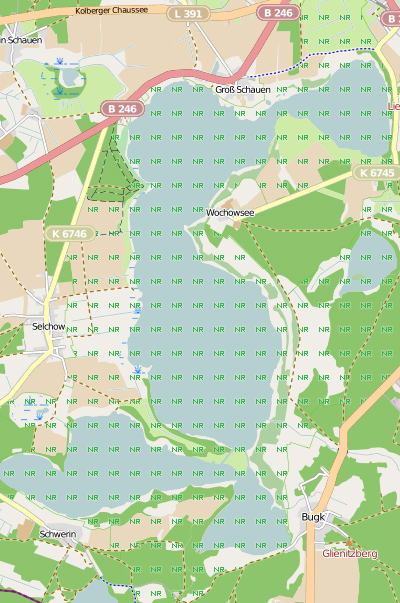
Kartenansicht Groß Schauener Seenkette

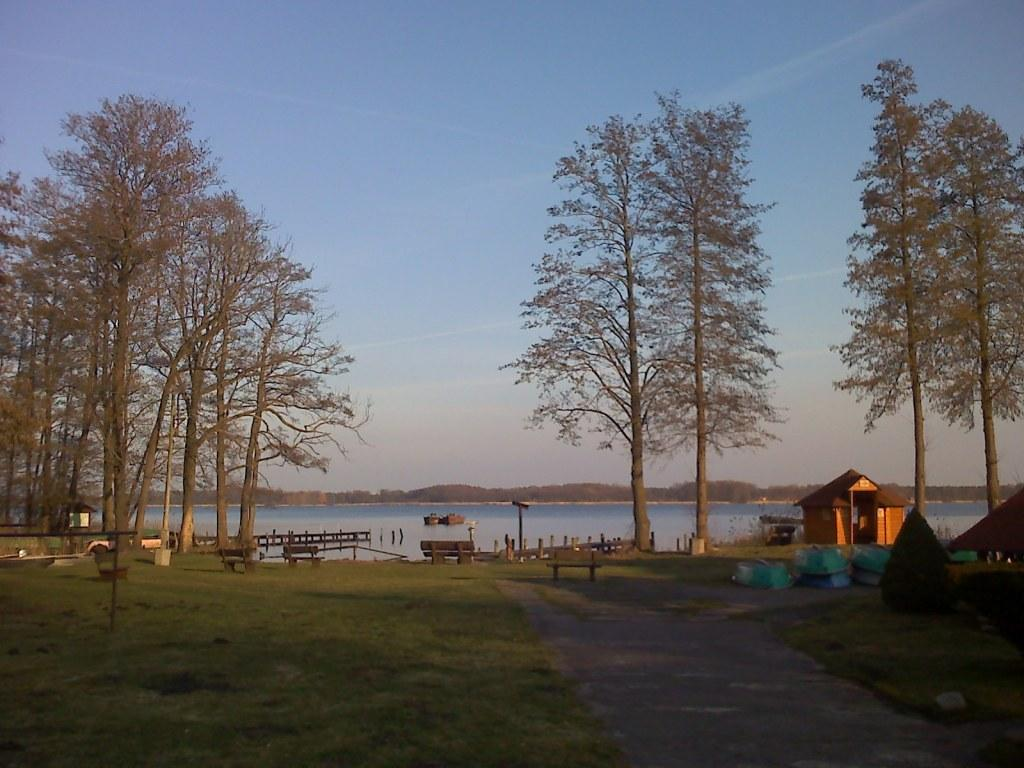
Großer Schauener See (Fischerei Köllnitz)

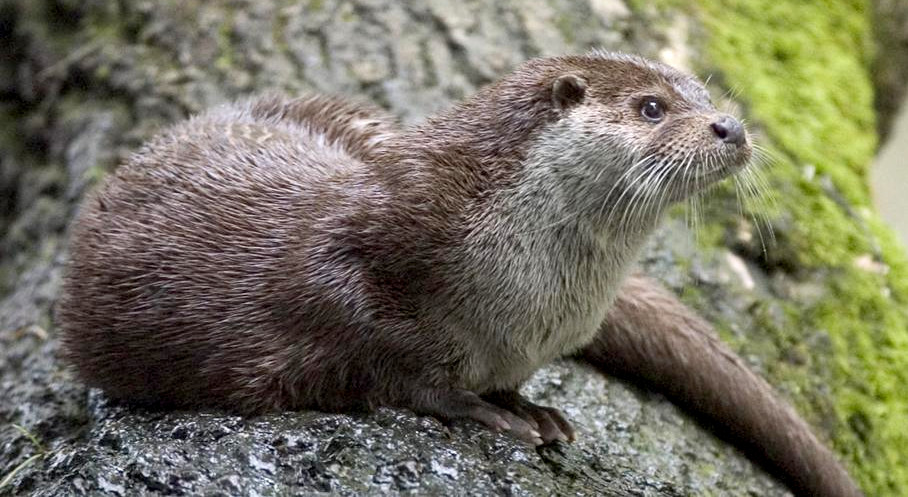
Fischotter

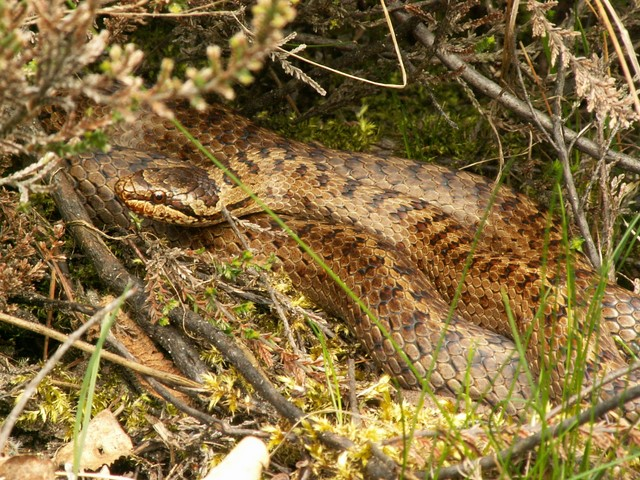
Glattnatter (auch Schlingnatter)

Die Groß Schauener Seenkette ist eine Flachwasser-Seenkette im gleichnamigen 2124,92 Hektar großen Naturschutzgebiet, welches seit dem 27. April 2000 besteht. Sie liegt im Landkreis Oder-Spree in der Gemeinde Storkow und umfasst sechs Seen.

## Geographie
Die einzelnen Seen der Kette grenzen an die Ortsteile Groß Schauen, Wochowsee, Selchow, Schwerin und Bugk. Die Seen selbst sowie ein Teil des umliegenden Gebiets wurden 2002 von der Heinz-Sielmann-Stiftung erworben. Sie bilden nun Sielmanns Naturlandschaft Groß Schauener Seen, welche wiederum Teil des Naturpark Dahme-Heideseen ist.

## Seen
Die zur Seenkette gehörenden Seen sind (von Norden nach Süden):
- Schaplowsee
- Großer Schauener See
- Großer Wochowsee
- Großer Selchower See
- Schweriner See
- Bugker See

## Ökologie
Die Seen sowie das umliegende Gebiet beheimaten diverse Sumpf- und Wasservogelarten. Dazu zählen die Rohrdommel, der Haubentaucher, der Höckerschwan und die Graugans.
Die nahe gelegenen Hochspannungsmasten bieten Horstplätze für Fischadler. Weiterhin ist die Seenkette Rast- und Überwinterungsgebiet für Zugvögel.
Ansässige Lurche und Kriechtiere sind beispielsweise der Wasserfrosch, die Ringelnatter und die Erdkröte. Auch die Rotbauchunke und die seltene Glattnatter sind im Randgebiet der Seen zu finden.
In den Seen, sowie den angrenzenden Feuchtwiesen und Waldmooren wachsen unter anderem See- und Teichrosen, Sumpf-Calla, Wasserschwertlilien, Knabenkraut, Sonnentau und Königsfarn.
Durch die ungestörte Lage und die Großräumigkeit des Gebietes ist auch der Fischotter in den Seen der Gewässerkette zu finden.

## Tourismus
- Ein in Nähe der Seen gelegenes Fischrestaurant bietet eine Informationsausstellung, die sich mit dem Schutzgebiet und den darin lebenden Tieren beschäftigt.[1]
- Auf einer etwa 35 Kilometer langen Fahrradroute kann die Seenkette umrundet werden.[2]
- Von der Burg Storkow führt der 8,5 Kilometer lange Salzweg vorbei an Philadelphia und Groß Schauen bis zur Groß Schauener Seenkette. Bei dieser Wanderung werden an vier Infopunkten Einblicke in die Thematik Salzwiesen gewährt, unter anderem an den Marstallwiesen nördlich des Schaplower Sees. Die Wiesen sind mit ihrer Binnensalzstelle in das Naturschutzgebiet Groß Schauener Seenkette einbezogen.[3][4]
- In speziellen Bereichen der Seenkette ist das Angeln erlaubt.[5]